# سانتياغو أراغون
سانتياغو أراغون (بالإسبانية: Santiago Aragón)‏ هو لاعب كرة قدم إسباني في مركز الوسط، ولد في 3 أبريل 1968 في مالقة في إسبانيا. شارك مع منتخب إسبانيا تحت 18 سنة لكرة القدم ومنتخب إسبانيا تحت 21 سنة لكرة القدم. أما مع النوادي، فقد لعب مع إسبانيول وريال بلد الوليد وريال سرقسطة وريال مدريد كاستيا وريال مدريد ولوغرونيس.

## وصلات خارجية
- سانتياغو أراغون على موقع الاتحاد الأوربي (الإنجليزية)
- سانتياغو أراغون على موقع قاعدة بيانات كرة القدم.إي يو (الإنجليزية)